# Армянская ночница
Армянская ночница (лат. Myotis hajastanicus) — вид летучих мышей из рода ночниц семейства гладконосых летучих мышей. Ранее представители этого вида относились к виду Myotis mystacinus (усатая ночница), пока в 2000 году на основе морфологического сравнения виды не были дифференцированы. Однако генетические исследования 2016 года предполагают, что армянская ночница — не более чем локальная раса вида Myotis davidii (=Myotis aurascens, золотистой ночницы).

## Внешний вид
Длина тел армянских ночниц составляет около 4,5 см. Хвост имеет длину 3,9—4,9 см, длина предплечья составляет 3,45—3,73 см, а размах крыльев составляет около 20 см.

## Распространение и местообитание
Этот вид является эндемиком Армении. Особи этого вида встречаются на территориях бассейна озера Севан. В основном обитают на высоте выше 1800 м (2000—2003 м) над уровнем моря. Для этих летучих мышей убежищами являются скальные трещины и пещеры.

## Взаимодействие с человеком
Вид занесен в Красную книгу МСОП (оценивается как Critically Endangered — на грани исчезновения), а также в Красную книгу Армении (CR B1a+D — находится в критическом состоянии). Мероприятия по сохранению вида осуществляются в национальном парке «Севан».